# Psilacrum albiscutellatum
Psilacrum albiscutellatum är en tvåvingeart som beskrevs av Ismay 1986. Psilacrum albiscutellatum ingår i släktet Psilacrum och familjen fritflugor. Inga underarter finns listade i Catalogue of Life.